# فرد ميلر (صحفي)
فرد ميلر (بالإنجليزية: Frederick Walter Gascoyne Miller)‏ هو صحفي نيوزلندي، ولد في 19 سبتمبر 1904، وتوفي في 12 أكتوبر 1996.